# Йододефіцит

Зони йододефіциту за даними ВООЗ у розрахунку на 100 000 населення
немає даних
менш як 50
50-100
100-150
150-200
200-250
250-300
300-350
350-400
400-450
450-500
500-800
понад 800

Йододефіцит (йододефіцитний синдром) — розлади здоров'я, пов'язані з дефіцитом йоду. Розглядаються ВООЗ як найпоширеніші у всьому світі синдромні ураження неінфекційного характеру. Згідно з даними ВООЗ у 2007 році близько 2 млрд осіб споживали йод в недостатній кількості, третина з них — діти шкільного віку. З ризиком йододефіциту щорічно народжується 38 млн дітей Йододефіцит може призводити до розвитку патології щитоподібної залози і розумових розладів різного ступеня тяжкості. Найпоширеніші з захворювань йододефіцитного характеру: ендемічний зоб, ендемічний кретинізм або вроджена розумова недостатність.

## Епідеміологія
На йододефіцитний синдром хворіє більше 2 млрд людей на всіх континентах. Ендемічний зоб виявлено у 740 млн осіб, 43 млн осіб потерпає через розумову відсталість внаслідок йододефіциту, на ендемічний кретинізм хворіє понад 6 млн осіб. Найрозповсюдженіший йододефіцит в країнах Африки і Південно-Східної Азії
До йододефіцитних регіонів частіше належать гірські масиви й місцевості, віддалені від моря. Саме в цих регіонах спостерігається нестача йоду в ґрунтах. Люди, які живуть на узбережжях морів й океанів, жителі острівних держав, як правило, вживають в їжу велику кількість багатих на йод морепродуктів, тому у них здебільшого не виникає дефіциту йоду.
Згідно з результатами дослідження, проведеного у Великій Британії 2011 року, йододефіцит був виявлений у 70 % населення.

## Фактори ризику
Нижче наведено список потенційних факторів ризику, які можуть спровокувати йододефіцит:
- Низький вміст йоду в їжі.
- Дефіцит селену. Селен належить до синергістів йоду — при дефіциті селену йод не засвоюється[8]. За результатами досліджень, причиною розвитку ендемічного кретинізму новонароджених є поєднана нестача йоду й селену.[9]
- Вагітність.
- Радіоактивне опромінення.
- Збільшення споживання або зростання вмісту в плазмі крові зобогенних речовин (гойтрогенів, струмогенів).
- Стать (ризик виникнення йододефіциту вищий у жінок).
- Паління.
- Вживання алкоголю. Етиловий спирт викликає зниження вмісту йоду в організмі.
- Прийом оральних контрацептивів. Оральні контрацептиви викликають зниження вмісту йоду в організмі.
- Перхлорати.
- Тіоціанати.
- Вік. У різному віці можуть виникати різні типи йододефіциту.

## Клінічне значення
Йододефіцит може призводити до розвитку станів, а також доброякісних та злоякісних пухлин щитоподібної залози.

### Кретинізм
Найчутливішою до нестачі йоду в організмі є нервова система. Тож у разі стабільного йододефіциту в дитини з раннього віку відбувається затримка психічного розвитку, а за класичної форми йододефіциту розвивається кретинізм. Такі діти малі на зріст, з непропорційними частинами тіла і різким відставанням у розумовому розвитку.

### Зоб
Зоб або патологічне збільшення щитоподібної залози може виникати внаслідок йододефіциту. Гормони цієї залози не здатні синтезуватися без достатньої кількості йоду. Ці гормони беруть участь абсолютно в усіх функціях організму і, оскільки щитоподібна залоза є одним з елементів ендокринної системи, порушення в ній спричиняють розлад усієї системи. Тому часто в разі йододефіциту одночасно з хворобами щитоподібної залози спостерігаються порушення в діяльності всіх інших залоз.

### Інші негативні впливи на організм
Порушення білкового, жирового та вуглеводного обміну нерідко сприяє затримці росту в дітей. Крім того, виходить з ладу функція імунної системи, зокрема фагоцитоз (процес поглинання деякими клітинами крові мікробів, вірусів, які потрапляють у кров, і таким чином очищення організму). У разі дефіциту йоду ці клітини є малоактивними. Тому спостерігаються нерідко захворювання, спричинені вірусами і бактеріями, з тривалим і часто ускладненим перебігом.

## Профілактика
Вживання йодованої солі вважається найефективнішим підходом до профілактики йододефіциту.
У країнах, де необхідно вирішити проблему дефіциту йоду, всі солі повинні бути йодованими. Навіть споживання невеликої кількості достатньої кількості йодованої солі все одно забезпечить додаткові переваги для здоров'я, пов'язані з йодом, забезпечуючи належний когнітивний розвиток у дітей.

Йодизм — перевищена концентрація мікроелемента в організмі людини, що є небезпечним. У групі ризику люди з туберкульозом, гіпертонією, хворобами шкіри, захворюваннями нирок.
При вживанні великої кількості йодованого масла, хліба, молока, солі — результатом буде дисбаланс організму.
Кількість небезпечного для організму йоду має вимірюватися мільйонними частками одного грама. Восени та взимку організм особливо чутливий до погодних змін і варто поповнювати запаси йоду в крові. Лікарі у таких випадках призначають вітамін групи С, D, В, Е тощо.

## Всесвітній день боротьби з йододифіцитом
Всесвітній день боротьби з йододифіцитом відзначається щорічно 21 жовтня і покликаний інформувати населення про вплив йододефіциту на організм.